# 3951 Zichichi
3951 Zichichi је астероид главног астероидног појаса чија средња удаљеност од Сунца износи 2,340 астрономских јединица (АЈ).
Апсолутна магнитуда астероида је 12,8.